# 육국사
육국사(일본어: 六国史 릿고쿠시[*]) 고대 일본(日本)의 율령국가가 편찬한 6종의 일련의 정사(正史)를 가리키는 말이다.(일본서기,속일본기,일본후기,속일본후기,일본 몬토쿠 천황 실록,일본 3대 실록) 일부에 기전체(紀傳體)적 요소를 포함하고 있으면서도 대체로는 편년체(編年體)로 쓰여져 있다.
국가 사업으로서 행해진, 일본의 사서의 편찬은 아스카 시대(飛鳥時代)부터 헤이안 시대(平安時代) 전기에 걸쳐 행해졌고, 6종의 사서가 남았기 때문에, 이것을 육국사라고 부르고 있다. 그 때문에 일본에서 간단히 '국사'라고 하면, 육국사를 뜻하게 되는 경우가 있다.
일본서기 이전에도 『천황기(天皇記)』, 『국기(国記)』등의 편찬이 행해진 기록이 있으나, 이들은 현존하지 않는다. 또, 육국사를 편찬한 이후에 「신국사(新国史)」라 칭해지는 일본사 편찬에 관련된 계획이 있었지만, 완성에는 이르지 못했다고 전해진다. 또 메이지 유신(明治維新) 후에도 육국사 이후의 시대를 대상으로 한 사서 편찬이 계획되었지만 실현되지 못했고, 대신에 대일본사료(大日本史料)가 편찬되게 되었다.

## 일람
| 명칭             | 시대                          | 연대          | 권수 | 완성 연도          | 편찬자                                                             | 비고                                                 |
| ---------------- | ----------------------------- | ------------- | ---- | ------------------ | ------------------------------------------------------------------ | ---------------------------------------------------- |
| 일본서기         | 신대로부터 지통천황까지       | ?? - 697년    | 30권 | 720년（양로 4년）  | 도네리 친왕                                                        | 30권 외에 족보(系図) 1권이 더 있었다고 전하나 실전됨 |
| 속일본기         | 문무천황으로부터 환무천황까지 | 697년 - 791년 | 40권 | 797년（연력 16년） | 스가노노 마미치・ 후지와라노 츠구타다 등                           |                                                      |
| 일본후기         | 환무천황으로부터 순화천황까지 | 792년 - 833년 | 40권 | 840년（승화 7년）  | 후지와라노 후유츠구・ 후지와라노 오츠구 등                         | 10권만 남음                                          |
| 속일본후기       | 인명천황 연간                 | 833년 - 850년 | 20권 | 869년（정관 11년） | 후지와라노 요시후사・ 하루스미노 요시타다 등                       |                                                      |
| 일본문덕천황실록 | 문덕천황 연간                 | 850년 - 858년 | 10권 | 879년（원경 3년）  | 후지와라노 모토츠네・ 스가와라노 코레요시・ 시마다노 요시오미 등   |                                                      |
| 일본삼대실록     | 청화천황으로부터 광효천황까지 | 858년 - 887년 | 50권 | 901년（연희 원년） | 후지와라노 토키히라・ 오오쿠라노 요시유키・ 스가와라노 미치자네 등 |                                                      |

## 참고 문헌
- 사카모토 다로『六国史』日本歴史叢書27, 吉川弘文館, 1970년 11월, 신장판 1994년 2월. ISBN 4-642-06602-0